# Oligocassida melaena
Oligocassida
Genre
Espèce
Oligocassida est un genre fossile d'insectes coléoptères de la sous-famille des Cassidinae (famille des Chrysomelidae). Ce genre n'est représenté que par son espèce type, l'espèce fossile Oligocassida melaena.

## Classification
Le genre Oligocassida et l'espèce Oligocassida melaena sont décrits en 1937 par le paléontologue français Théobald (1903-1981),,. 

### Fossiles
L'holotype Ni18, conservé dans les collections du musée de Nîmes, vient du lieu Les Fumades, dans la formation de Célas, dans le département du Gard.

### Étymologie
L'épithète spécifique melaena signifie en latin « melon ».

## Description

### Caractères
La diagnose de Nicolas Théobald en 1937, : 

« Insecte représenté par méso- et métathorax, élytres ponctués noirs avec zone médiane longitudinale claire. Corselet : l'extrémité postérieure seule visible ; montre trois renflements médians et des bords latéraux très larges ; le renflement médian, représentant l'impression de la tête, est allongé, les deux renflements latéraux sont arrondis du côté antérieur et vers l'extérieur ; hanches postérieures nettement apparentes, sous forme de deux taches foncées transversales, visibles vers le milieu des élytres ; écusson triangulaire plus large que long et arrondi à l'arrière. Élytres noirs à bords clairs dépassant largement l'abdomen; épaule faisant fortement saillie vers l'avant ; envergure des deux élytres aux épaules presque égale à leur longueur ; bord antérieur concave ; bord extérieur rectiligne jusqu'au delà du milieu, puis se recourbant vers la pointe qui est arrondie ; deux saillies à l'avant de l'élytre, mais situées en arrière de l'écusson ; surface fortement bombée, bâillant encore fortement à l'arrière ; les élytres sont tout à fait remarquables par la bonne conservation de leur ornementation ; deux lignes de points le long de la suture, la première s'étend jusqu'à la pointe, la deuxième s'arrête un peu avant. Cinq autres lignes de points sur le bord des élytres ; leur parcours est sinueux. Dans son milieu, l'élytre montre une zone dépourvue de ponctuations et plus claire, légèrement chagrinée. ».

### Dimensions
La longueur des élytres est de 9 mm et la largeur aux épaules de 8,5 mm.

### Affinités
« L'absence de ponctuations dans la zone médiane étant identique sur les deux élytres ne peut être attribuée à la fossilisation. Par ce caractère cet Insecte se distingue des autres Cassidinées décrits d'Aix (Heer, Oustalet), de la Rhénanie (Heyden) et de Brunnstatt (Förster). Pourtant il est possible que ce dernier (C. Kramstae) soit identique à notre échantillon ; mais sa mauvaise conservation, où les ponctuations ne sont plus discernantes, ne permet pas de trancher la question. 
Il est certain que cet échantillon n'appartient pas au genre Cassida L. Dans ces derniers, le corps a une forme ovale et leur taille ne dépasse pas 9 mm. Par contre, il se rapproche du g. Laccoptera par sa forme, mais il en diffère par l'écusson arrondi à l'apex et la surface à peu près lisse des marges aplaties des élytres ; la surface des élytres est aussi moins rugueuse. Aussi avons-nous pensé devoir le séparer sous un nom générique nouveau, le g. Oligocassida. Le g. Oligocassida se placerait au voisinage du g. Laccoptera Boh. Il en diffère par le scytellum arrondi à l'apex, la surface des élytres moins rugueuse. Il s'en rapproche par la taille et la forme du corps. Cette dernière le sépare des g. Aspidomorpha et Thlaspida. Il rappelle le genre Cassida par l'ornementation des élytres, mais le corps est plus allongé et la taille est plus grande.
On peut considérer ce genre comme représentant peut-être les formes ancestrales des genres Cassida, Laccoptera, Aspidomorpha et Thlaspida. Par sa grande taille il a le plus d'affinités avec les Cassidinae des régions éthiopienne et indomalaise. ».

## Galerie
- Quelques espèces vivantes du genre Cassida.
- Cassida atrata.
- Cassida azurea.
- Cassida canaliculata.
- Cassida compuncta.
- Cassida flaveola.
- Cassida rubiginosa.

### Publication originale
- [1937] Nicolas Théobald, « Les insectes fossiles des terrains oligocènes de France 473 p., 17 fig., 7 cartes,13 tables, 29 planches hors texte », Bulletin Mensuel de la Société des Sciences de Nancy et Mémoires de la Société des sciences de Nancy, Imprimerie G. Thomas,‎ 1937, p. 1-473 (ISSN 1155-1119 et 2263-6439, OCLC 786027547). .